# پوستینگا
پوستینگا (به لاتین: Pustynga) یک منطقهٔ مسکونی در روسیه است که در استان آرخانگلسک واقع شده‌است.